# Quận Delaware, Iowa
Quận Delaware là một quận hạt thuộc tiểu bang Iowa, Hoa Kỳ. Quận lỵ đóng ở thị trấn Manchester6. Dân số theo điều tra năm 2010 là 17.764 người.